# 州間高速道路55号線
州間高速道路55号線（しゅうかんこうそくどうろ55ごうせん、Insterstate 55、略称：I-55）はアメリカ合衆国中央部を走る州間高速道路。メキシコ湾岸から五大湖までを南北に縦断する。ルイジアナ州ラプラスから北進し、シカゴで州間高速道路10号線に接続する。通過する主要都市を南から北に並べると、ニューオーリンズ、ジャクソン (ミシシッピ州)、メンフィス、セントルイス、シカゴとなる。
シカゴからセントルイス間は国道66号線を置き換える形で設定された。また、メンフィスとセントルイスでミシシッピ川を二回渡る。

## 通過する主要都市

### ルイジアナ州
- ラプラス（英語版）（州間高速道路10号線と接続）
- ニューオーリンズ

### ミシシッピ州
- ブルックヘイブン
- マコーム
- ジャクソン
- グレナダ
- サウスヘイブン

### テネシー州

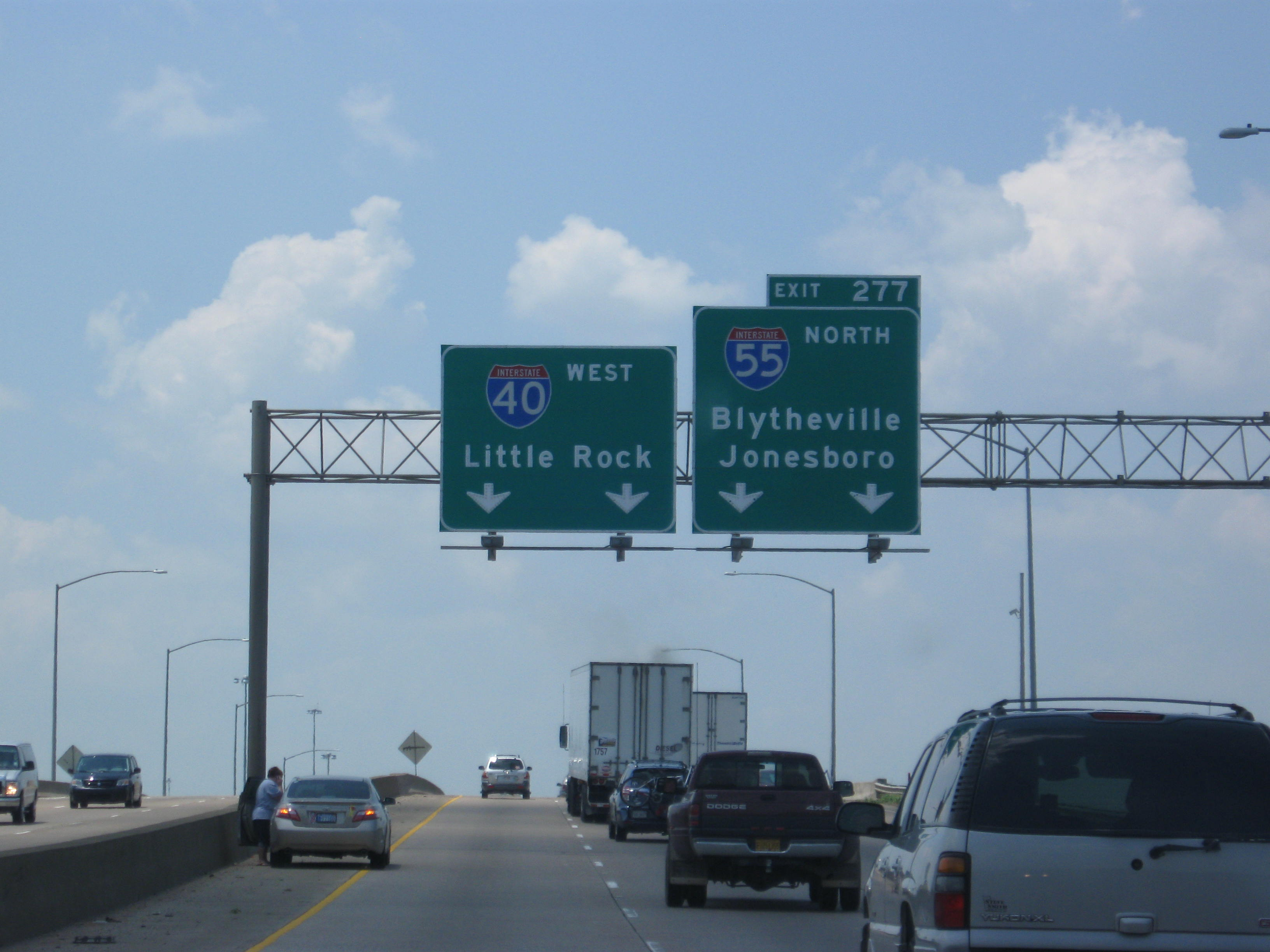
55号線はウェストメンフィスで40号線と分離し、ジョーンズボロ方面、ミズーリ州境方面へと向かう。

- メンフィス

### アーカンソー州
- ウェストメンフィス（英語版）

### ミズーリ州

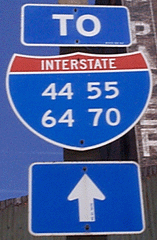
セントルイス市街地では、44号線、55号線、64号線、70号線の重用区間となっている。

- ケープジラード
- セントルイス

### イリノイ州

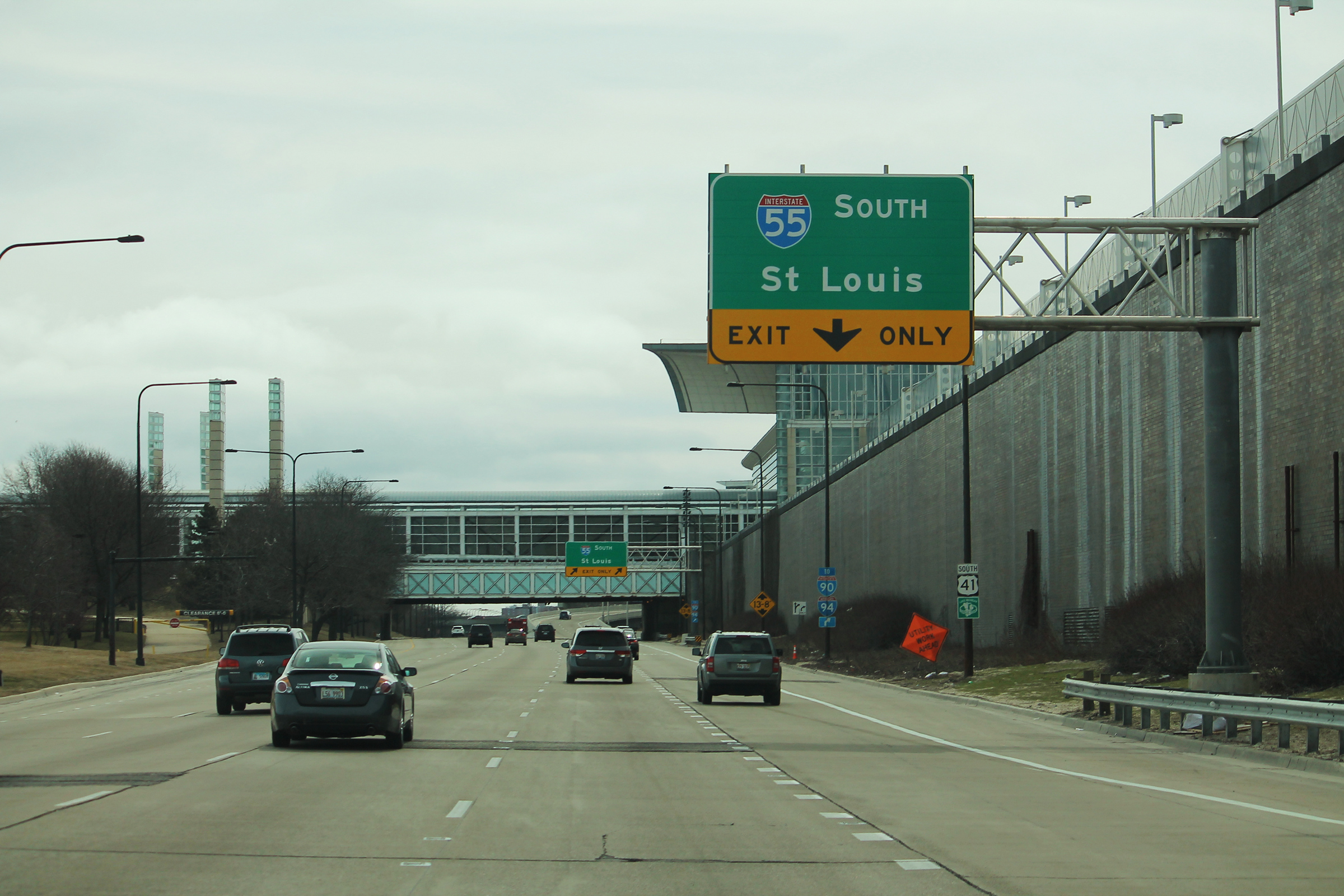
シカゴにある55号線終点

- イーストセントルイス
- ブルーミントン
- スプリングフィールド
- シカゴ

## 交差する州間高速道路
ただし、二級州間高速道路を除く。
ルイジアナ州
- 州間高速道路10号線（ラプラス）
- 州間高速道路12号線（ハモンド）

ミシシッピ州
- 州間高速道路20号線（ジャクソン）
- 州間高速道路69号線（メンフィス）

アーカンソー州
- 州間高速道路40号線（ウェストメンフィス）

ミズーリ州
- 州間高速道路57号線（サイクストン（英語版））
- 州間高速道路44号線（セントルイス）

イリノイ州
- / 州間高速道路64号線/70号線（イーストセントルイス）
- 州間高速道路74号線（ブルーミントン）
- 州間高速道路80号線（チャナホン（英語版））
- / 州間高速道路90号線/94号線（シカゴ）